# 小牵牛
小牵牛（学名：Jacquemontia paniculata）是旋花科小牵牛属的植物。分布在马达加斯加、台湾岛、热带大洋洲、中南半岛民 马来亚、东南亚、热带非洲以及中国大陆的云南、广东、广西等地，生长于海拔330米至600米的地区，多生长于灌丛草坡及路旁，目前尚未由人工引种栽培。

## 别名
假牵牛（中国高等植物图鉴）

## 异名
- Jacquemontia paniculata (Burm. f.) Hall. f. var. lanceolata S. H. Huang